# نور المجبر
نور جان المجبّر (من مواليد 18 ديسمبر 1994) هو مخرج أفلام وكاتب سيناريو وروائي لبناني.

## النشأة والتعليم
ولد نور المجبر في سن الفيل في لبنان، درس في مدرسة العائلة المقدسة في وادي شحرور، ثم حصل على إجازة في التلفزيون والسينما، ودرجة الماجستير في الإخراج السينمائي من الجامعة اللبنانية – معهد الفنون الجميلة.

## وظيفة مبكرة
أول فيلم قصير لنور "الدفق" (بالفرنسية: Le Ruisseau)‏، من بطولة كريستين شويري ، بطرس روحانا، رالف بو شعيا وبيسان أحمد) جاب العالم ليحصل على أولى جوائزه. في عام 2019، حضر المجبر دورة تدريبية متقدمة قدمتها ورشة سمسم في الأردن. اختير من بين 20 كاتبًا من العالم العربي للمشاركة في كتابة أهلًا سمسم، وهو الإنتاج المشترك باللغة العربية لبرنامج شارع سمسم.

## الأفلام والأسلوب
في عام 2019، انتج فيلم قصير تحت عنوان شو اسمك، وهو بمثابة المفتاح للتعرف على أسلوب الكاتب والمخرج. يركز على كتابة السيناريوهات في مكان مغلق، فيركز المشاهدون على الحوار وإتقان التمثيل. فيلم "شو اسمك" من بطولة راندا كعدي ونسيب السبعلي. عُرض الفيلم في 34 دولة من بينها روسيا، إيطاليا، أذربيجان، الولايات المتحدة، الأردن، أستراليا، كندا، هولندا، فرنسا، تونس، مصر، اليمن، بولندا، السويد، كندا ولبنان. بعد دراسته، عمل المجيبر في مسلسلات تلفزيونية ككاتب، وفي أفلام قصيرة كسيناريو ومساعد مخرج ومحرر إلى جانب أفلامه القصيرة المستقلة: هون وتحت. ومحادثة أخرى.

## العمل الحالي
انضم المجبر إلى 2Pure Studios  في عام 2022، ليغوص في عالم الكتابة الصوتية. وبعد فترة، عمل في مسلسلين تلفزيونيين دراميين وثائقيين متتاليين: الهدف ، هو سيرة ذاتية لأسطورة كرة القدم السعودية سعيد العويران، الذي بُث على منصة شاهد، والمشروع الثاني بعنوان غايب، وهو في مرحلة ما قبل الإنتاج.

## أعماله

### أفلام قصيرة
| السنة | العنوان بالعربية | مخرج | كاتب | محرر | العنوان بالإنجليزية  |
| ----- | ---------------- | ---- | ---- | ---- | -------------------- |
| 2015  | التدفق           | نعم  | نعم  | نعم  | The Stream           |
| 2019  | شو اسمك          | نعم  | نعم  | نعم  | What's Your Name     |
| 2021  | هون وتحت         | نعم  | نعم  | نعم  | On The Edge          |
| 2022  | محادثة أخرى      | نعم  | نعم  | نعم  | Another Conversation |

### مسلسل تلفزيونى
| سنة  | العنوان بالعربية | مخرج | كاتب | العنوان باللغة الإنجليزية | ملحوظة                  |
| ---- | ---------------- | ---- | ---- | ------------------------- | ----------------------- |
| 2022 | الهدف            | لا   | نعم  | The Goal                  | بث على شاهد             |
| 2023 | غايب             | لا   | نعم  | Ghayeb                    | في مرحلة ما قبل الإنتاج |

## روابط خارجية
- نور المجبر على موقع IMDb (الإنجليزية)